# 浮動匯率制
浮動匯率制（英語：floating exchange rate），是指由外匯市場或自由市場需求與供應來決定升貶的匯率制度。一般而言政府不加干涉，才能使市場機能充份發揮，因此若是外匯市場越發達且金融組織愈健全的國家，對於外匯市場的干預也就越少。但因各國的國情不盡相同，所具備的條件亦異，因此其允許浮動的程度也不一致，而以混合固定匯率與浮動匯率機制的管制匯率，通常外匯變化會由市場供需決定，但若受偶發性、季節性甚至受到不正常的市場預期心理等因素干擾而使匯率波動幅度過大時，政府通常會在必要時候進行不同程度的干預市場價格，以減少匯率波動的產生幅度。

## 概述
浮動匯率的英語又稱Floating rate of exchange、Fluctuating rate或Free exchange rate，依受官方或人為的干預的有無，可再分為自由浮動匯率（Freely floating rate）與管理浮動匯率（Managed floating rate）兩種。依照浮动形式，可劃分分为單獨浮動匯率（Independently floating）和聯合浮動匯率（Joint Floating）和釘住浮動匯率（Pegged Float）等三種。
自由浮動匯率制度匯率又稱為純淨浮動匯率（Clean floating rate）即匯率不受任何官方的或人為的干預，係指供求是決定匯率的唯一因素，可以無限制的波動，亦而任由市場供需自由決定。
管理浮動匯率制度則指有官方干預的浮動匯率，又稱為不純淨的浮動匯率或骯髒浮動匯率（Dirty floating rate），係指匯率的上下浮動保有一定的限度，若超過此一限度，則中央銀行或外匯主管機關即出面干預，干預的頻率會依照匯率目標而定。目前大多數國家所採行的，即為此種管理的浮動匯率制度，但因各國的國情不盡相同，所具備的條件亦異，因此其允許浮動的程度也不一致。一般來說，金融組織愈健全，且外匯市場愈發達的國家，其對外匯市場的干預即愈小，允許匯率波動的程度也就愈大。

## 機動匯率
臺灣自1978年開始採用管理浮動匯率制度，匯率是由中央銀行主導，而非由自由市場的外匯供需直接決定。目前中央銀行仍釘住新台幣與美元的匯率浮動，新台幣對其他貨幣的匯率則由1972年8月24日開始每天掛牌浮動，透過美元在世界各大外匯市場上對其他貨幣的匯率套算得來。此種方式的浮動稱為「間接浮動」或稱「被動浮動」，並稱其為「機動匯率」與其他國家所採的「直接浮動」或「主動浮動」不相同。通常所稱的「浮動匯率」係指「直接浮動」而言。